# 2001年の経済
2001年の経済（2001ねんのけいざい）では、2001年（平成13年）の経済分野に関する出来事について記述する。

## できごと

### 12月
- 12月7日 - 高松琴平電気鉄道、民事再生法適用を申請。
- 12月12日 - 日本銀行、12月の企業短期経済観測調査（日銀短観）を発表。企業の景況感を示す業況判断指数（DI）は大企業製造業でマイナス38ポイント。4期連続悪化[1]。
- 12月28日 - 石川銀行破綻[2]。